# Chlamydoselachus thomsoni
†Chlamydoselachus thomsoni es una especie extinta de la familia Chlamydoselachidae del género Chlamydoselachus y del orden Hexanchiformes que vivió en el Cretáceo.